# Бор, Матей

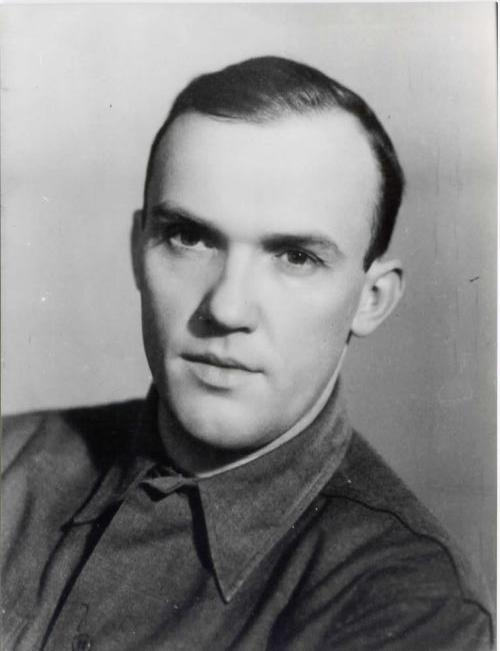
Матей Бор в 1930-х годах

Матей Бор (словен. Matej Bor), настоящее имя — Владимир Павшич (словен. Vladimir Pavšič; 14 апреля 1913, Гргар — 29 сентября 1993, Любляна) — словенский поэт, переводчик, драматург, журналист, член Словенской академии наук и искусств, президент Ассоциации словенских писателей. Во время войны югославский партизан.

## Биография
- Учился в средней школе и гимназии в Целе.
- К 1937 г. изучал словенскую и славянские филологии в университете Любляны, славяноведение на Философском факультете Люблянского университета.

Начал деятельность с литературной критики, писал театральные рецензии, очерки, которые публиковал в Люблянском звоне.
- Работал в Мариборе журналистом, а затем год — профессором в Кочеварове.
- С 1941 г. во время Второй мировой войны работал в области культуры и пропаганды на Югославском фронте.
- В 1942 г. вышел в печать его первый поэтический сборник.
- В 1946-1948 гг. руководил Люблянским национальным драмтеатром.
- В 1954 г. написал сценарий к фильму «Весна». Написал 12 пьес и несколько произведений для молодежи.
- В 1959-1961 гг. был президентом Ассоциации словенских писателей.
- С 1965 г. к 1966 г. был президентом Союза писателей Югославии.
- От 1962 до 1966 г. был президентом Словенского ПЕН-клуба.
- Защитил диссертацию по теме происхождения венецианских словенцев и их диалектов. Сделал переводы произведений Уильяма Шекспира и других.
- С 1965 г. был постоянным членом Словенской академии наук и искусств.
- Был членом Словенского национального комитета освобождения, руководил словенскими трансляциями на радио Белграда и был тайным корреспондентом газеты в Риме.

## Работы
Поэзия
- Previharimo viharje, 1942. (словенск.)
- Pesmi, 1944. (словенск.)
- Pesmi, 1946. (словенск.)
- Bršljan nad jezom, 1951. (словенск.)
- Sled naših senc, 1958. (словенск.)
- Podoknice tišini, 1983. (словенск.)
- Sto manj en epigram, 1985. (словенск.)

Проза
- Uganke, 1951.
- Slike in pesmi o živalih, 1956.
- Sračje sodišče ali je, kar je, 1961.
- Pesmi za Manjo, 1985.
- Ropotalo in ptice, 1985.
- Palčki — pihalčki, 1991.

Дискография
- Zajček, 1968.
- Partizan, 1980.
- Jutri Gremo V Napad, 1988.
- Hej Brigade, 2006.

Переводы
- A Wanderer Went Through the Atom Age, London: Adam Books, 1959. (англ.)
- A Wanderer in the Atom Age, Ljubljana: Državna založba Slovenije, 1970. (англ.)
- An Anthology of Modern Yugoslav Poetry, edited by Janko Lavrin, London: J. Calder, 1962. (англ.)

Издания по венетологии
- Jožko Šavli, »Veneti: naši davni predniki« («Венеты: Наши древние предки», 1985 г., вместе с Matej Bor, Ivan Tomažič), »Glas Korotana«, 1985, 10, 5-50. (словенск.)
- Jožko Šavli, Matej Bor, »Unsere Vorfahren — die Veneter«. Hrsg. von Ivan Tomažič. Wien, 1988 , ISBN 3-85013-110-6 (нем.)
- Матей Бор, Томажич И. П., «Венеты и этруски. У истоков европейской цивилизации». Избранные труды, ч. СПб.: изд. «Алетейя», 2008 г., — 688 с. ISBN 978-5-91419-088-7